# Stefan Bałuk

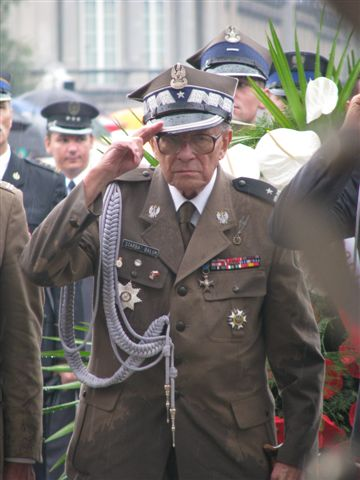
Stefan Bałuk Warszawa, 15 sierpnia 2008

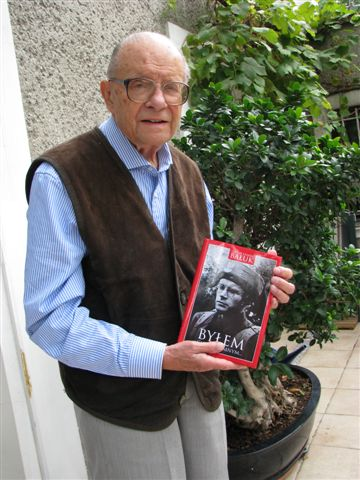
Stefan Bałuk na warszawskim Żoliborzu, 27 sierpnia 2008

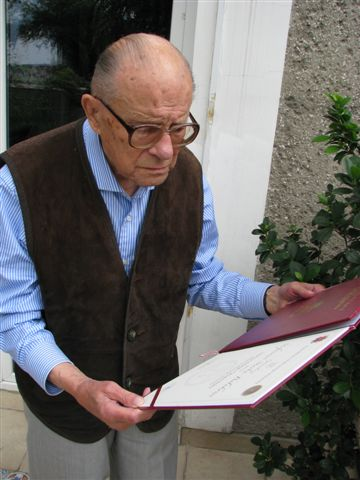
Stefan Bałuk z dyplomem Honorowego Obywatela m. st. Warszawy, 27 sierpnia 2008

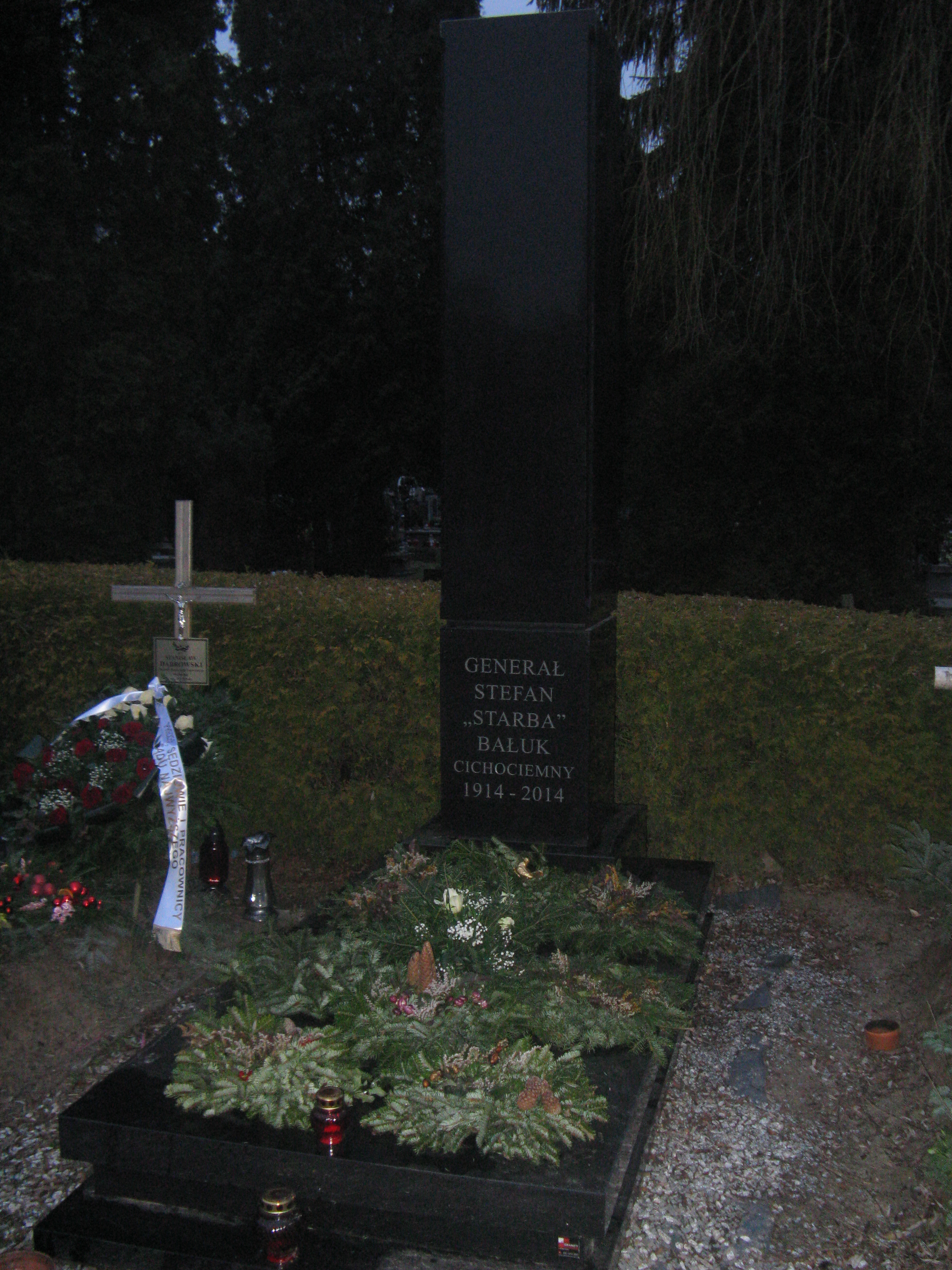
Grób Stefana Bałuka na cmentarzu Wojskowym na Powązkach w Warszawie

Stefan Klemens Bałuk ps. Starba, Kubuś, Nir, vel Michał Bałucki, vel Michał Zawistowski (ur. 15 stycznia 1914 w Warszawie, zm. 30 stycznia 2014 tamże) – polski fotografik, fotoreporter wojenny, oficer wywiadu KG AK, uczestnik powstania warszawskiego, generał brygady Wojska Polskiego, cichociemny. 

## Życiorys
Syn Władysława i Marii z Uszyńskich. Od 1923 uczył się w gimnazjum koedukacyjnym w Milanówku, od 1924 w Gimnazjum OO. Marianów na Bielanach. Od 1925, od trzeciej klasy, uczył się w Gimnazjum im. J. Zamoyskiego, od 1928 w klasie czwartej Gimnazjum im. S. Konarskiego OO. Pijarów w Rakowicach pod Krakowem, gdzie w czerwcu 1933 zdał egzamin dojrzałości. Od 15 sierpnia 1933 uczestnik kursu Szkoły Podchorążych Rezerwy Kawalerii w Grudziądzu, po trzech miesiącach zwolniony ze względów zdrowotnych (zapalenie płuc). 
W 1933 podjął studia w Szkole Głównej Handlowej w Warszawie, później na Wydziale Prawa Uniwersytetu J. Piłsudskiego w Warszawie.  Uzyskał absolutorium w Szkole Nauk Politycznych w Warszawie, do wybuchu II wojny światowej ukończył IV roku prawa na Uniwersytecie Warszawskim. Podczas studiów pracował jako urzędnik w Magistracie m.st. Warszawy.
W kampanii wrześniowej nie zmobilizowany, od 6 września 1939 ochotniczo w kadrze 9 batalionu pancernego w Lublinie, po rozbiciu batalionu w rejonie Zamościa ewakuował się przez Chełm, Lwów, Równe, Krzemieniec, Stanisławów, Worochotę, Czarnohorę. Wykonał we Lwowie pierwsze wojenne zdjęcia budynków zbombardowanych przez Luftwaffe. Podczas próby ewakuacji na Węgry aresztowany przez NKWD w Hryniawie nad Czeremoszą, przewieziony do Kut, 29 września do Kołomyi, następnie do Lwowa. Uciekł pod Chodorowem, do 12 października we Lwowie. Podczas próby przekroczenia granicy ponownie aresztowany w Worochcie, uciekł, w nocy 13/14 października 1939 przekroczył granicę z Węgrami, internowany w obozie Beregszasz. Uciekł, 27 października przekroczył granicę z Rumunią, aresztowany 28 października, osadzony w więzieniu w Satu Mare, po interwencji ambasady zwolniony. 
Przez Konstancę, Istambuł dotarł do Bejrutu, stamtąd statkiem ms Patria 20 grudnia 1939 dotarł do Marsylii (Francja). Wstąpił do Polskich Sił Zbrojnych,  do 15 stycznia 1940 w obozach Carpiagne, Bressuire, Parthenay. Przydzielony do 10 Brygady Kawalerii Pancernej płk. Maczka w Coetquidan (w związku z czym do końca życia nosił na mundurze czarny naramiennik), następnie od 1 lutego 1940 do 10 pułku strzelców konnych. Po klęsce Francji ewakuowany, 28 czerwca 1940 dotarł do Liverpoolu (Wielka Brytania), do 1 grudnia przydzielony do 3 szwadronu 10 Brygady Kawalerii Pancernej szkolącej się w Szkocji. Od 17 stycznia do 15 marca 1942 uczestnik kursu motorowego (prowadzenia pojazdów).
W maju 1942 zgłosił się do służby w kraju. Uczestnik kursów specjalnych dla kandydatów na cichociemnych, przeszkolony ze specjalnością w wywiadzie (legalizacja dokumentów, fotografia wywiadowcza), m.in. od 16 maja do 18 listopada 1942 podczas Oficerskiego Kursu Doskonalącego Administracji Wojskowej w Glasgow, będącego kamuflażem polskiej szkoły wywiadu; ponadto uczestnik kursu spadochronowego a także kursu odprawowego (STS 43 Audley End). Zaprzysiężony na rotę ZWZ/AK 29 grudnia 1942 w Audley End, awansowany na stopień podporucznika, ze starszeństwem od 1 grudnia 1942, przerzucony na stację wyczekiwania Głównej Bazy Przerzutowej w Latiano nieopodal Brindisi (Włochy). Znajomość języków: rosyjski, angielski, francuski. Zwykły Znak Spadochronowy nr 1695.
Skoczył ze spadochronem do okupowanej Polski w nocy 9/10 kwietnia 1944, w sezonie operacyjnym „Riposta”, w operacji lotniczej „Weller 2”, w ekipie skoczków nr XXXIX, z samolotu Liberator BZ-965 „S” (1586 Eskadra PAF). Start z lotniska Campo Casale w Brindisi (Włochy), zrzut na placówkę „Imbryk” 118 (kryptonim polski, brytyjskie oznaczenie numerowe pinpoints), w okolicach miejscowości Dąbrówka, Kołaków, 15 km od stacji kolejowej Tłuszcz. Razem z nim skoczyli: kpt. Benon Łastowski ps. Łobuz, mjr Tadeusz Runge ps. Osa oraz kurier Delegatury Rządu na Kraj kpr. Henryk Waniek ps. Pływak.
Po aklimatyzacji do realiów okupacyjnych przydzielony jako kierownik pracowni fotograficznej (przy ul. Chłodnej 20) do Wydziału Legalizacji i Techniki Oddziału II Komendy Głównej Armii Krajowej, dowodzonego przez Stanisława Jankowskiego „Agatona” i zajmującego się produkcją fałszywych dokumentów i wywiadem. Specjalnością Stefana Bałuka była mikrofotografia. Robił również wiele zdjęć okupowanej Warszawy, m.in. pomnika Lotnika na placu Unii Lubelskiej z wymalowaną na cokole „kotwicą” – znakiem Polski Walczącej. Przed wybuchem powstania warszawskiego sporządził dokumentację fotograficzną niemieckich umocnień w Warszawie.
W  powstaniu warszawskim jako zastępca dowódcy plutonu „Agaton” kompanii „Zemsta” batalionu „Pięść” Zgrupowania „Radosław” na Woli, Starówce i Żoliborzu. Jego dowódca Stanisław Jankowski, dowódca plutonu „Agaton” mawiał o nim, że „o swoją lajkę i zapas filmów dbał równie jak o stena i magazynki, które dostał w Kampinosie”. Dokumentował życie powstańcze na zdjęciach. Jego laboratorium fotograficzne mieściło się w kamienicy przy ul. Chłodnej 20. Uczestniczył w kilku wypadach w celu nawiązania łączności, m.in. 13/14 sierpnia przedarł się przez pozycje niemieckie w rejonie Dworca Gdańskiego na Żoliborz, dostarczając kwarce do radiostacji płk. Niedzielskiemu „Żywicielowi”, a następnie do Zgrupowania „Kampinos”, gdzie wykonał wiele zdjęć.
27 sierpnia przeszedł kanałami z meldunkiem dowódcy Starego Miasta do gen. Tadeusza Bora-Komorowskiego, za co został odznaczony Orderem Virtuti Militari. Otrzymał także, dwukrotnie, Krzyż Walecznych. 15 września 1944 awansowany na stopień porucznika. Po kapitulacji powstania w niewoli niemieckiej, w oflagach Lamsdorf oraz Gross-Born, podczas ewakuacji uciekł z niego 27 stycznia 1945 wraz z kpt. Ryszardem Krzywickim. 
W lutym 1945 powrócił do Warszawy, pozostał w konspiracji, działał w Delegaturze Sił Zbrojnych na Kraj i Zrzeszeniu Wolność i Niezawisłość. jako kierownik Wydziału Legalizacji „Agaton II”, w czerwcu 1945 awansowany na stopień rotmistrza. 1 listopada 1945 aresztowany przez funkcjonariuszy Urzędu Bezpieczeństwa, po denuncjacji Emilii Malesa. Przesłuchiwany przez oficera MBP Józefa Różańskiego, późniejszego dyrektora departamentu śledczego. W 1946 skazany na 2,5 roku więzienia za uczestnictwo w Armii Krajowej. 12 marca 1947 zwolniony z więzienia wskutek amnestii. Pracował jako taksówkarz, po czym w 1950 rozpoczął pracę fotografika. Od 1952  zatrudniony w Dziale Serwisu Centralnej Agencji Fotograficznej. 
Zwerbowany do współpracy z UB jako TW Jerzy, współpracował w latach 1948–1956, szantażowany pozbawieniem koncesji na taksówkę.
Był współautorem pierwszego albumu o powstaniu warszawskim „Miasto nieujarzmione”, który ukazał się w 1957. W 1972 przeszedł na emeryturę. Prowadził aktywną działalność kombatancką, m.in. zainicjował budowę pomnika Armii Krajowej i Polskiego Państwa Podziemnego (odsłonięty w 1999 r.), a także pomnika Cichociemnych Spadochroniarzy AK (2013) – oba znajdują się przed Sejmem RP w Warszawie – oraz utworzenia Klubu Kawalerów Orderu Wojennego Virtuti Militari (2001 r.), którego został prezesem. Autor wielu wystaw i albumów historycznych i krajoznawczych. Wystąpił w filmie dokumentalnym pt. Cichociemni z 1989.
Członek Związku Polskich Artystów Fotografików (legitymacja nr 370). Awansowany w stanie spoczynku na kolejne stopnie wojskowe, m.in. w 1999 na podpułkownika w stanie spoczynku, a 10 listopada 2006 na stopień generała brygady w stanie spoczynku. Honorowy obywatel Tuszowa Narodowego (2006) i Warszawy (2008). Został członkiem komitetu poparcia Bronisława Komorowskiego przed przyspieszonymi wyborami prezydenckimi 2010. W 2010 roku objął urząd Kanclerza Kapituły Orderu Wojennego Virtuti Militari.
Mieszkał w Warszawie, na Żoliborzu. Zmarł 30 stycznia 2014 w Warszawie, pochowany w Alei Zasłużonych na cmentarzu Wojskowym na Powązkach (kwatera FIV-tuje-14).

## Twórczość, opracowania
- Stefan Bałuk. Wspomnienia Spadochroniarza. „Kalendarz Warszawski”. 1948. s. 185-196.
- Cztery pory roku (album fotograficzny; praca zbiorowa; Redakcja i wybór materiału fotograficznego Barbara i Stefan Bałukowie; Opracowanie graficzne Kazimierz Mann; Polonia 1955; także wersje obcojęzyczne)
- Miasto nieujarzmione (album fotografii; scenariusz i teksty Jerzy Piórkowski; zebranie materiału fotograficznego i redakcja ilustracyjna Stefan Bałuk; fotografie: Stefan Bałuk, Stanisław Barański, Jerzy Beeger, Seweryn Braun, Tadeusz Bukowski, Jerzy Chojnacki, Wiesław Chrzanowski, Lucjan Fajer, Lech Gąszewski, Eugeniusz Haneman, Jan Lipczewski, Stefan Plater, Stefan Rassalski, Jerzy Szymborski, Jerzy Świderski, Stanisław Wolski, Ludwik Zaturski; obwoluta, projekt oprawy i karty tytułowe Jan Młodożeniec; Państwowe Wydawnictwo Iskry, Warszawa 1957)
- Polski czyn zbrojny 1939–1945 (wespół z Marianem Michałowskim; Wydawnictwo POLONIA, Warszawa 1989)
- Polacy na frontach II wojny światowej: 1939–1945 (album fotograficzny; Teksty, dobór i oprac. materiałów ilustracyjnych Stefan Starba Bałuk i Marian Michałowski; fotografie różnych autorów; Ars Print Production s.c., Warszawa 1995, ISBN 83-902052-5-4 [wersja pol.]; ISBN 83-902052-7-0 [wersja ang.])
- 200 lat ubezpieczania 1803-2003. Geneza, powołanie, czas (koncepcja albumu Zbigniew Gluza; red. prowadzący, wybór i oprac. tekstów Agnieszka Knyt; projekt graficzny, wybór zdjęć Danuta Błahut-Biegańska; autor zdjęć i plakatów Stefan Bałuk i inni; Ośrodek „Karta” 2003, ISBN 83-88288-41-5)
- Życie dla Niepodległej: w hołdzie gen. Władysławowi Sikorskiemu. 125 rocznica urodzin (1881-2006) (Towarzystwo Społeczno-Kulturalne im. gen. Wł. E. Sikorskiego, Mielec-Tuszów Narodowy 2007, ISBN 83-88308-64-5)
- Byłem cichociemnym... (wspomnienia z lat 1939–1947; Wydawnictwo AKSON, Warszawa 2007, ISBN 978-83-7452-021-8)
- Commando. Cichociemni (książka o historii cichociemnych dla żołnierzy oddziałów specjalnych WP; Wydawnictwo AKSON, Warszawa 2008, ISBN 978-83-7452-029-4)
- Dariusz Michalski, Stefan Bałuk (fotografie) i inni Jam jest Alina czyli Janowska Story Prószyński i S-ka, Warszawa 2007 ISBN 978-83-7469-597-8

## Ordery i odznaczenia
- Krzyż Srebrny Orderu Wojennego Virtuti Militari
- Krzyż Wielki Orderu Odrodzenia Polski (pośmiertnie, 2014)[18]
- Krzyż Komandorski z Gwiazdą Orderu Odrodzenia Polski (2004)[19]
- Krzyż Komandorski Orderu Odrodzenia Polski (2000)[20]
- Krzyż Oficerski Orderu Odrodzenia Polski
- Krzyż Walecznych (dwukrotnie: 15 i 23 sierpnia 1944)
- Złoty Krzyż Zasługi z Mieczami
- Krzyż Armii Krajowej
- Warszawski Krzyż Powstańczy
- Krzyż Narodowego Czynu Zbrojnego
- Złoty Medal „Zasłużony dla Fotografii Polskiej”[21]
- Medal 90-lecia ZAiKS-u (2009)[22]
- Znak Spadochronowy Armii Krajowej
- Odznaczenie pamiątkowe 3 DSK
- Odznaka 10 Pułku Strzelców Konnych